# Mackenberg
Der Mackenberg nahe Sünninghausen im nordrhein-westfälischen Kreis Warendorf ist mit 174,4 m ü. NHN die höchste Erhebung der Beckumer Berge.

## Geographie

### Lage
Der Mackenberg liegt im Nordosten der Beckumer Berge. Sein Gipfel erhebt sich knapp 2 km westnordwestlich der Dorfkirche von Sünninghausen und 2,3 km (jeweils Luftlinie) südwestlich von Keitlinghausen, einem südlichen Ortsteil von Oelde. Die Stadtgrenze zu Beckum verläuft über die West- und Südwestflanke der Erhebung.
Über den bewaldeten Mackenberg verläuft ein Teil der Rhein-Ems-Wasserscheide. Während der nordöstlich entspringende Axtbach und der östlich quellende Grubebach-Zufluss Fortbach zur Ems fließen, entwässern die im Westen entspringende Liese (Liesebach) und deren östlich der Erhebung quellender Zufluss Boxelbach durch die Glenne und die Lippe in den Rhein.

### Naturräumliche Zuordnung
Der Mackenberg gehört in der naturräumlichen Haupteinheitengruppe Westfälische Bucht (Nr. 54), in der Haupteinheit Kernmünsterland (541) und in der Untereinheit Beckumer Berge (541.3) zum Naturraum Beckumer Mulde (541.33) und bildet dessen Ostzipfel, wobei seine Landschaft nach Norden, Osten und Süden in den Naturraum Stromberger Platte (541.31) abfällt.

## Schutzgebiete
Auf der Nordflanke des Mackenbergs liegt das Naturschutzgebiet Mackenberg (CDDA-Nr. 82129; 1950 ausgewiesen; 6 ha groß). Bis auf seine West-, Südwest- und Südflanke reichen Teile des Landschaftsschutzgebiets Beckumer Berge (CDDA-Nr. 319845; 1984; 21,22 km²).

### Naturschutzgebiet Mackenberg

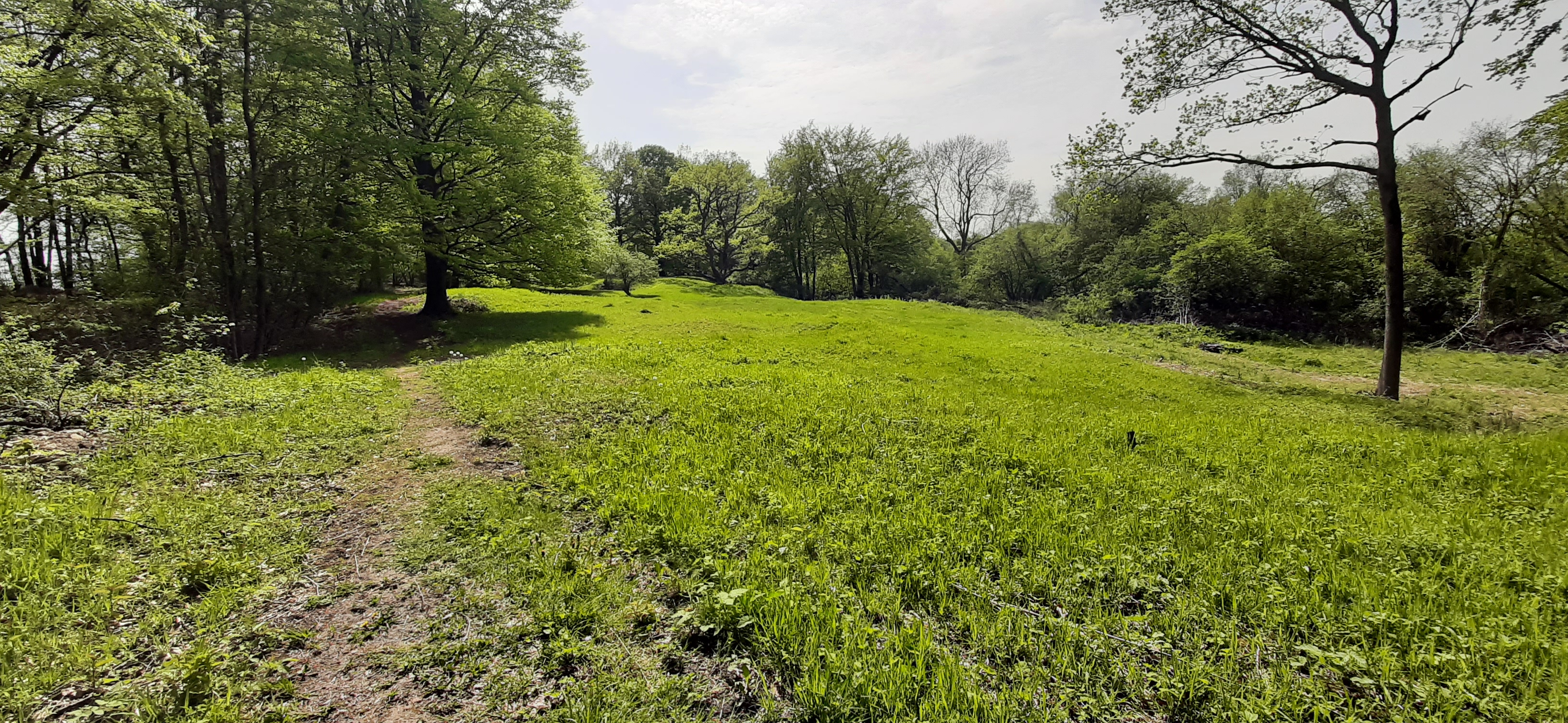
Kalkmagerrase am Mackenberg

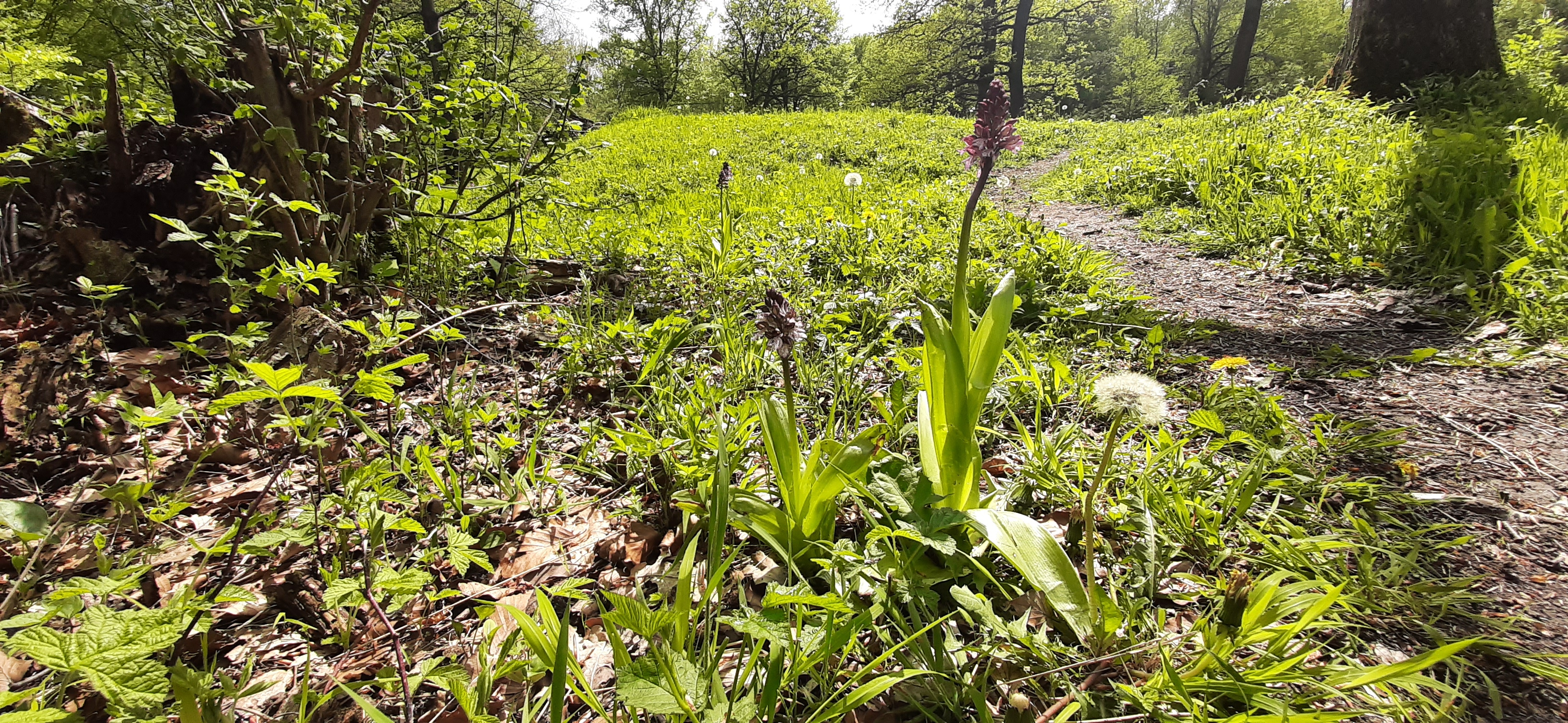
Purpur-Knabenkraut am Mackenberg

Das etwa 6,5 Hektar große Areal umfasst Laubwälder, Gehölze und einen artenreichen Kalkhalbtrockenrasen des ehemaligen Kalkabbaus auf dem Mackenberg, wo eine hohe Anzahl landesweit und regional gefährdeter Pflanzenarten sowie verschiedene Orchideenarten vorkommen.
Je nach Jahreszeit finden sich auf den nährstoffarmen Magerrasenwiesen 5 bis 10 Orchideenarten. Dazu gehören das seltene Purpur-Knabenkraut, das Männliche Knabenkraut, die Grünliche Waldhyazinthe und das Waldvögelein. Außerdem findet man hier die Gemeine Akelei und den Wolfs-Eisenhut sowie in den Buchenwäldern Waldmeister.
Vom Spätsommer bis zum Frühherbst wachsen hier heimische Enziane wie Deutscher Enzian und Fransenenzian.
Im Sommer dominieren nektarreiche Blütenpflanzen, die Nahrungsgrundlage für zahlreiche Schmetterlinge sind. Am Mackenberg kommen etwa 27 Tagfalterarten vor, unter anderem Admiral, Landkärtchen, Zitronenfalter, Kaisermantel, C-Falter, Grünaderweißling und Brauner Waldvogel.

## Sender Oelde (Mackenberg)

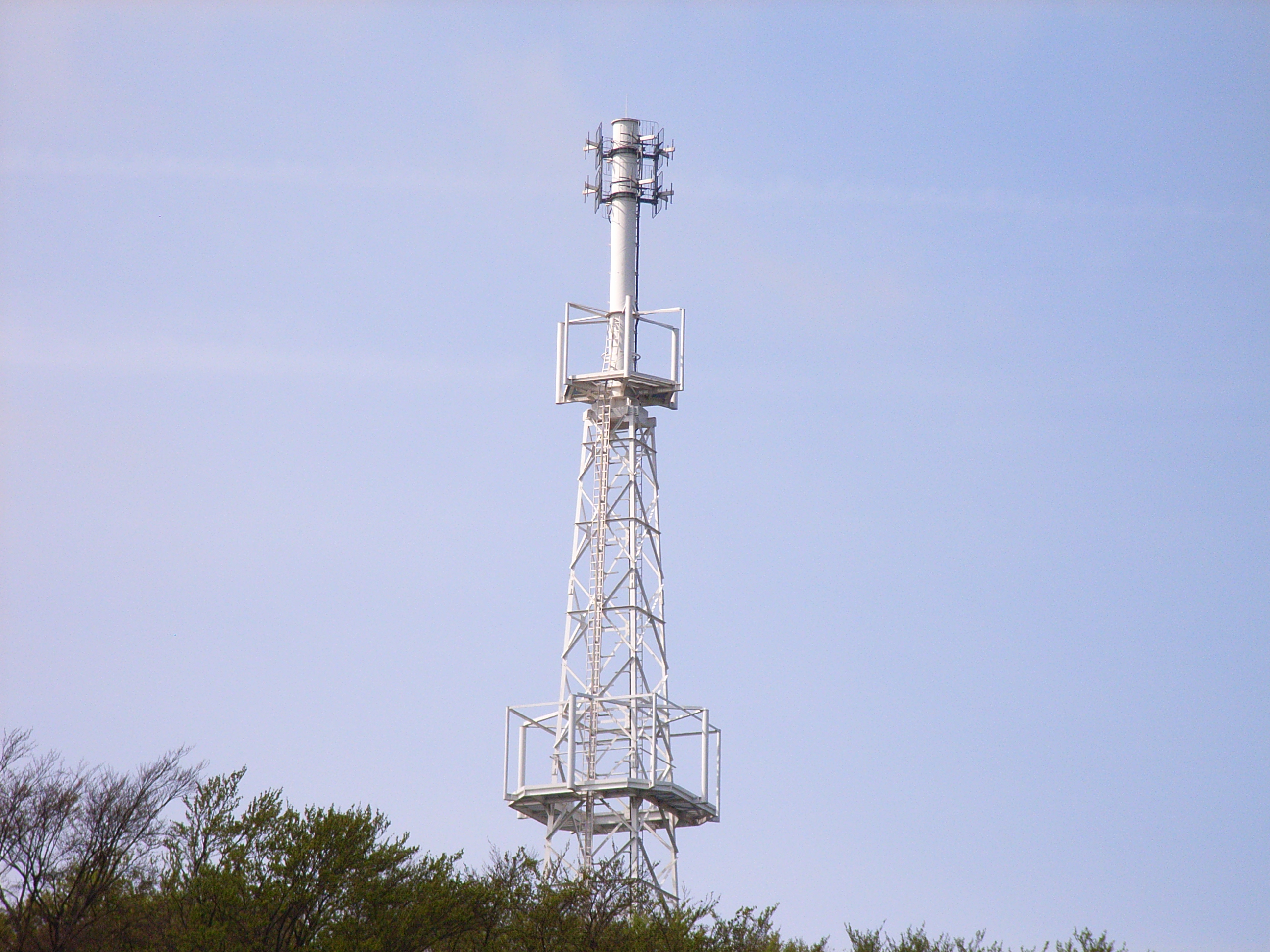
Sender Oelde

Etwa 300 m ostnordöstlich vom Gipfel des Mackenbergs befindet sich nahe einem auf 172,9 m Höhe liegenden trigonometrischen Punkt der Sender Oelde (Mackenberg). Am 1. Januar 2000 wurde er mit einem Stahlfachwerkturm in Betrieb genommen.

## Verkehr und Wandern
Über die Nordwest- und Nordflanke des Mackenbergs führt zwischen Keitlinghausen und Beckum die Landesstraße 586. Von dieser zweigt etwas westsüdwestlich der Erhebung die südlich an ihr und am Hof Roxel vorbei nach Sünninghausen führende Kreisstraße 23 ab. Zwischen beiden Straßen verläuft östlich des Mackenbergs vorbei am Hof Mackenberg die schmale Straße Am Mackenberg. Zum Beispiel an diesen Straßen beginnend kann die Erhebung auf Waldwegen und -pfaden erwandert werden.